# Gali
Gali è una città dell'Abcasia, una repubblica di fatto indipendente all'interno dei confini internazionalmente riconosciuti della Georgia.
Capoluogo del distretto di Gali, è stata una zona di sicurezza delle Nazioni Unite. 
È la città natale del grande maestro di scacchi Baadur Džobava.